# Шепс, Мориц
Мориц Шепс (нем. Moriz Szeps; 4 ноября 1834, Буск, Королевство Галиции и Лодомерии — 9 августа 1902, Вена) — австрийский журналист, редактор и издатель еврейского происхождения.

## Биография
Мориц Шепс — сын врача еврейского происхождения, получил медицинское образование в Лемберге и Вене, но впоследствии стал журналистом. В 1885—1867 годах служил главным редактором венской газеты Morgenpost. С 1867 года издавал ведущее издание австрийских либералов, газету Neues Wiener Tagblatt. В своей газете Шепс, друг кронпринца Рудольфа, анонимно публиковал политические тексты. Шепс не сторонился политических конфликтов и непосредственно обращался к своим политическим оппонентам.
Спонсоры Шепса, стремившиеся соблюдать осторожность в публицистике, вытеснили его из редакции издания, и тот средствами венгерского спонсора приобрёл издание Morgenpost и изменил его название на Wiener Tagblatt. Экономически неудачная газета прекратила существование в 1905 году.
Как и кронпринц, Шепс считал, что австрийская монархия во имя своего будущего должна противостоять реакционной политике Отто фон Бисмарка и сотрудничать с либеральной республиканской демократической Францией. Поэтому Шепс поддерживал контакты с Парижем и являлся политическим оппонентом Жоржа Клемансо, впоследствии брата его зятя, в то время издателя газеты, а после смерти Шепса дважды занимавшего пост премьер-министра Франции. Профранцузский образ мыслей Шепса подвергался жёсткой критике в Вене, в частности, представителями укреплявшегося германского антисемитского лагеря, и не имел поддержки у императора Франца Иосифа. Смерть кронпринца в 1889 году стала серьёзным ударом для Шепса в его политических устремлениях.

## Семья
Мориц Шепс был женат на Амалии, урождённой Шлезингер. У супругов родилось шестеро детей:
- София (1862—1937), замужем за Полем Клемансо, братом Жоржа Клемансо;
- Берта (1864—1945), литератор, хозяйка литературного салона во дворце Либена — Аушпица, замужем за анатомом Эмилем Цукеркандлем;
- Леон (1865—1903);
- Юлий (1867—1924);
- Элеонора (1869—1885).